# Rhapsode

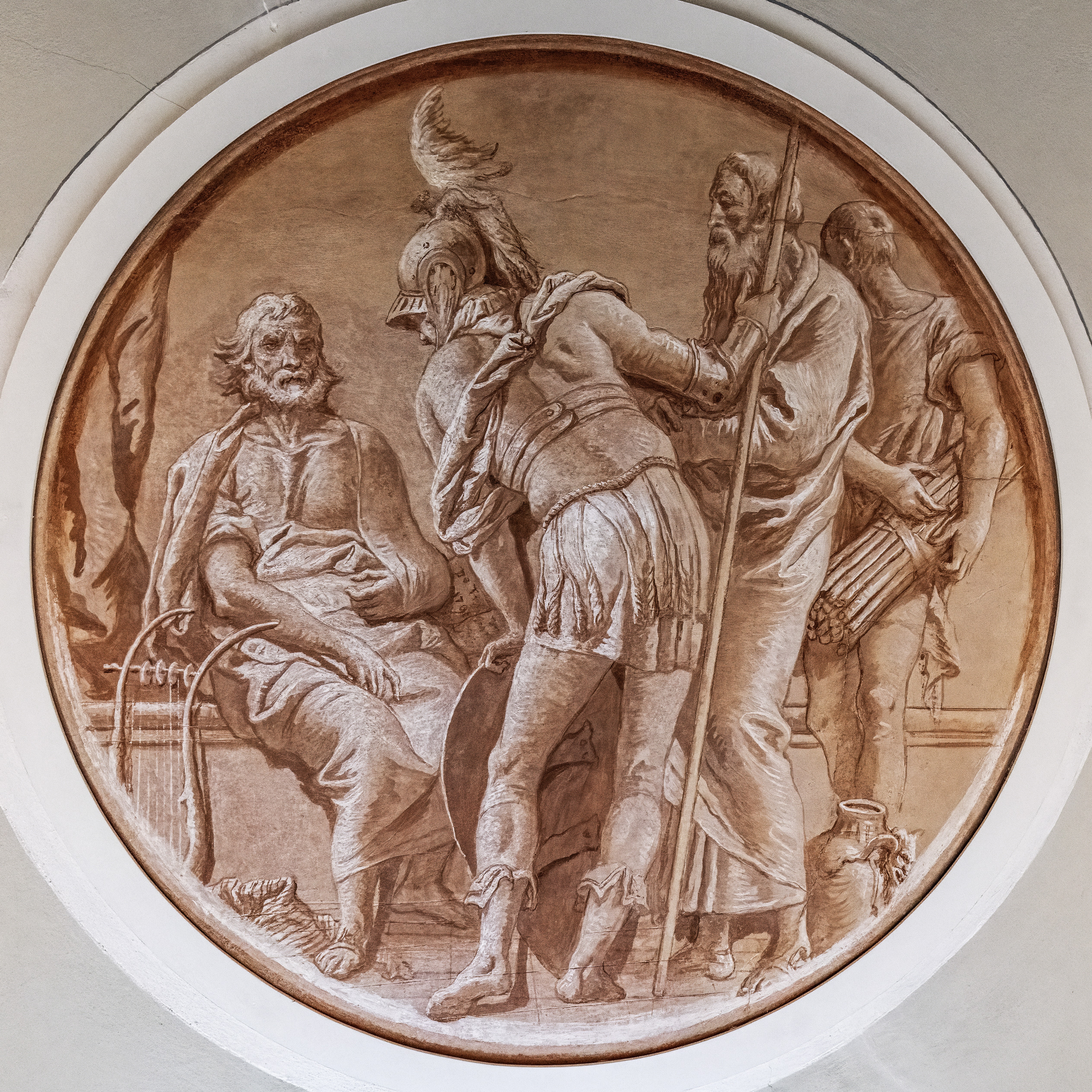
Giovanni Domenico Tiepolo Rapsode, 1791.

Als Rhapsode (altgriechisch ῥαψῳδός rhapsodós, von ῥάπτω rhápto „zusammennähen“, übertragen „zusammensetzen“, und ᾠδή odē „Gesang“) wird ein wandernder Sänger im antiken Griechenland genannt, der bei Festen und feierlichen Anlässen epische Dichtungen wie die von Homer unter Benutzung eines Sprecherstabs deklamierte.
Die Rhapsoden, die zum fahrenden Volk gezählt werden können, bildeten einen Teil der Nachfolge der bei Homer vorkommenden Aöden (Sänger und Dichter volkstümlicher Epen). Zunächst traten sie noch als Musiker mit einer Leier auf. Mit der Zeit verlor sich aber dieses Element und die Rhapsoden wurden zu Rezitatoren, die einen Stab hielten. Stattdessen führten die Kitharöden den lyrischen Gesang fort. Die Rhapsoden trugen stark zur Verbreitung der homerischen Werke in Griechenland bei, u. a., indem sie diese bei öffentlichen Agonen oder an Fürstenhöfen vortrugen. Die Rhapsoden waren in Zünften, den Rhapsodenschulen, organisiert. Die Rhapsoden finden sich bis in die hellenistische Zeit.
Im Platon zugeschriebenen Dialog Ion wird der Rhapsode Ion dafür kritisiert, dass er nur rezitiere, nicht aber den Geist des Werkes verstehe, das er wiedergebe – ein offenbar verbreitetes Vorurteil. 
Von den Rhapsoden wurde der Begriff „Rhapsodie“ abgeleitet.